# Campeonato Acriano de Futebol Feminino de 2019
O Campeonato Acriano de Futebol Feminino de 2019 foi uma competição de futebol feminino organizada pela Federação de Futebol do Estado do Acre. O torneio teve início no dia 9 de novembro e sua final foi disputada no dia 8 de dezembro, quando o Atlético Acreano venceu a Assermurb na final e conquistou seu 4º título, além de uma vaga na Série A2 do Campeonato Brasileiro.

## Regulamento
A primeira fase foi disputada, em dois turnos, por 6 (seis) equipes divididas em dois grupos. No primeiro turno, as equipes de um grupo jogaram contra as do outro grupo. Os vencedores de cada grupo, então, se enfrentaram para decidir o campeão do primeiro turno. Em caso de empate nessa partida, a decisão seria em cobrança de pênaltis. No segundo turno, as equipes jogaram entre si dentro do grupo. Novamente, os vencedores de cada grupo se enfrentaram para decidir o campeão do 2º turno. Também em caso de empate, a decisão seria na cobrança de pênaltis. Por fim, os campeões de cada turno se enfrentarão na final do campeonato, em jogo único, para decidir o campeão estadual. Em caso de empate, o campeão será decidido em cobranças de pênalti. Se a mesma equipe vencesse os dois turnos, seria proclamada campeã, sem necessidade de disputar a final.

### Critérios de desempate
Estes foram os critérios de desempate aplicados na 1ª fase de ambos os turnos:
1. Maior número de vitórias
2. Confronto direto (se aplicável)
3. Maior saldo de gols
4. Menor número de gols contra
5. Maior número de gols pró
6. Menor número de cartões vermelhos
7. Menor número de cartões amarelos
8. Sorteio

## Participantes
| Equipe            | Cidade     | Em 2018      | Títulos (último) |
| ----------------- | ---------- | ------------ | ---------------- |
| Assermurb         | Rio Branco | 2º           | 5 (2016)         |
| Atlético Acreano  | Rio Branco | Campeão      | 3 (2018)         |
| Grêmio Xapuriense | Xapuri     | não disputou | 0                |
| Joia de Cristo    | Rio Branco | 3º           | 0                |
| Infra             | Rio Branco | não disputou | 0                |
| Real Sociedade    | Rio Branco | não disputou | 0                |

## Primeiro Turno
| Pos | Equipes           | Pts | J | V | E | D | GP | GC | SG  |
| --- | ----------------- | --- | - | - | - | - | -- | -- | --- |
| 1º  | Atlético Acreano  | 7   | 3 | 2 | 1 | 0 | 13 | 2  | +11 |
| 2º  | Real Sociedade    | 7   | 3 | 2 | 1 | 0 | 14 | 3  | +11 |
| 3º  | Grêmio Xapuriense | 6   | 3 | 2 | 0 | 1 | 11 | 7  | +4  |

| Pos | Equipes        | Pts | J | V | E | D | GP | GC | SG  |
| --- | -------------- | --- | - | - | - | - | -- | -- | --- |
| 1º  | Assermurb      | 5   | 3 | 1 | 2 | 0 | 7  | 5  | +2  |
| 2º  | Joia de Cristo | 0   | 3 | 0 | 0 | 3 | 3  | 11 | -8  |
| 3º  | Infra          | 0   | 3 | 0 | 0 | 3 | 2  | 22 | -20 |

### Jogos
1ª rodada
| 9 de novembro | Real Sociedade | 3 – 1 | Joia de Cristo | Florestão, Rio Branco |
| 08:15 (UTC−5) |                |       |                |                       |

| 9 de novembro | Atlético-AC | 2 – 2 | Assermurb | Florestão, Rio Branco |
| 15:00 (UTC−5) |             |       |           |                       |

| 9 de novembro | Grêmio Xapuriense | 5 – 1 | Infra | Florestão, Rio Branco |
| 17:00 (UTC−5) |                   |       |       |                       |

2ª rodada
| 13 de novembro | Joia de Cristo | 2 – 4 | Grêmio Xapuriense | Florestão, Rio Branco |
| 16:00 (UTC−5)  |                |       |                   |                       |

| 13 de novembro | Assermurb | 1 – 1 | Real Sociedade | Florestão, Rio Branco |
| 18:00 (UTC−5)  |           |       |                |                       |

| 14 de novembro | Infra | 0 – 7 | Atlético-AC | Florestão, Rio Branco |
| 17:00 (UTC−5)  |       |       |             |                       |

3ª rodada
| 17 de novembro | Real Sociedade | 10 – 1 | Infra | Florestão, Rio Branco |
| 08:15 (UTC−5)  |                |        |       |                       |

| 17 de novembro | Grêmio Xapuriense | 2 – 4 | Assermurb | Florestão, Rio Branco |
| 15:00 (UTC−5)  |                   |       |           |                       |

| 17 de novembro | Atlético-AC | 4 – 0 | Joia de Cristo | Florestão, Rio Branco |
| 17:00 (UTC−5)  |             |       |                |                       |

### Final do 1º turno
| 20 de novembro | Atlético Acreano | 1 – 2 | Assermurb            | Florestão, Rio Branco                  |
| 17:00 (UTC−5)  | Thaila 60'       |       | Raiane 28' · Iza 70' | Árbitro: AC Julian Negreiros de Castro |

## Segundo Turno
| Pos | Equipes           | Pts | J | V | E | D | GP | GC | SG |
| --- | ----------------- | --- | - | - | - | - | -- | -- | -- |
| 1º  | Atlético Acreano  | 6   | 2 | 2 | 0 | 0 | 7  | 2  | +5 |
| 2º  | Real Sociedade    | 3   | 2 | 1 | 0 | 1 | 7  | 5  | +2 |
| 3º  | Grêmio Xapuriense | 0   | 2 | 0 | 0 | 2 | 3  | 10 | -7 |

| Pos | Equipes        | Pts | J | V | E | D | GP | GC | SG  |
| --- | -------------- | --- | - | - | - | - | -- | -- | --- |
| 1º  | Assermurb      | 6   | 2 | 2 | 0 | 0 | 13 | 3  | +10 |
| 2º  | Infra          | 3   | 2 | 1 | 0 | 1 | 2  | 5  | -3  |
| 3º  | Joia de Cristo | 0   | 2 | 0 | 0 | 2 | 4  | 11 | -7  |

### Jogos
1ª rodada
| 24 de novembro | Joia de Cristo | 1 – 2 | Infra | Florestão, Rio Branco |
| 15:00 (UTC−5)  |                |       |       |                       |

| 24 de novembro | Real Sociedade | 7 – 1 | Grêmio Xapuriense | Florestão, Rio Branco |
| 17:00 (UTC−5)  |                |       |                   |                       |

2ª rodada
| 27 de novembro | Infra | 0 – 4 | Assermurb | Florestão, Rio Branco |
| 16:30 (UTC−5)  |       |       |           |                       |

| 27 de novembro | Grêmio Xapuriense | 2 – 3 | Atlético-AC | Florestão, Rio Branco |
| 18:30 (UTC−5)  |                   |       |             |                       |

3ª rodada
| 1 de dezembro | Atlético-AC | 4 – 0 | Real Sociedade | Florestão, Rio Branco |
| 15:00 (UTC−5) |             |       |                |                       |

| 1 de dezembro | Assermurb | 9 – 3 | Joia de Cristo | Florestão, Rio Branco |
| 17:00 (UTC−5) |           |       |                |                       |

### Final do 2º turno
| 4 de dezembro | Atlético Acreano | 1 – 0 | Assermurb | Florestão, Rio Branco         |
| 17:00 (UTC−5) | Thaila 28'       |       |           | Árbitro: AC Antônio Marivaldo |

## Final
Na final, os dois campeões de turno se enfrentarão para decidir o título estadual. Caso a mesma equipe vencess os dois turnos, seria automaticamente declarada campeã.
| 8 de dezembro | Assermurb | 0 – 1 | Atlético Acreano | Florestão, Rio Branco       |
| 17:30 (UTC−5) |           |       | Mari 12'         | Árbitro: AC José Costa Lima |

## Artilharia
| Gols | Jogador   | Time              |
| ---- | --------- | ----------------- |
| 7    | Vâmila    | Real Sociedade    |
| 5    | Celiane   | Real Sociedade    |
| 5    | Clenilda  | Grêmio Xapuriense |
| 5    | Thaila    | Atlético Acreano  |
| 4    | Fernanda  | Grêmio Xapuriense |
| 4    | Iza       | Assermurb         |
| 3    | Glecilane | Atlético Acreano  |
| 3    | Jaqueline | Assermurb         |
| 3    | Taylane   | Real Sociedade    |
| 3    | Vanessa   | Real Sociedade    |
| 3    | Rayane    | Atlético Acreano  |

## Premiação
| Campeonato Acriano Feminino de 2019   |
| Acre                                  |
| ------------------------------------- |
| Atlético Acreano Campeão (4.º título) |